# Maria Lluïsa Magaña
Maria Lluïsa Magaña   (Barcelona) és una actriu i directora de doblatge catalana.
Com a actriu, va començar al teatre amb la Societat La Coral Els Amics de Terrassa. Va ser alumna de la primera escola de doblatge de Barcelona on va tenir professors com Luis Posada. Va començar a treballar en sèries en català com A cor obert, Gent del barri, Bellesa i poder, Califòrnia, Veïns, Bola de Drac, Espies de veritat i Els bobobobs.
Es va iniciar a la direcció als 31 anys. S'ha encarregat de la direcció del doblatge en català de pel·lícules com Barbie, Super Mario Bros., Skyfall, Shutter Island, Batman Begins i El hòbbit. També ha dirigit el doblatge de sèries com Breaking Bad, La vaca Connie, Angela Anaconda, Ozark, Unortodox i New Amsterdam.
Ha doblat Michelle Yeoh a Tigre i drac, i Maya Rudolph a La família Mitchell contra les màquines; ambdues pel·lícules que també va dirigir ella mateixa.